# نيل براون (لاعب كرة قدم أمريكية)
نيل براون (بالإنجليزية: Neal Brown)‏ هو لاعب كرة قدم أمريكية أمريكي، ولد في 11 مارس 1980 في دانفيل في الولايات المتحدة.